# Bonaventure Kalou
Bonaventure Kalou (ur. 12 stycznia 1978 w Oumé) – piłkarz iworyjski występujący na pozycji pomocnika, reprezentant swojego kraju. Obecnie zakończył karierę i mieszka we Francji.
Kalou rozpoczynał karierę w klubach z Wybrzeża Kości Słoniowej. W 1997 był mistrzem kraju i wywalczył krajowy puchar z ASEC Mimosas. Z Feyenoordem wywalczył szereg tytułów, był mistrzem Holandii w 1999 i wicemistrzem w 2001 roku, w 1999 wywalczył również Superpuchar Holandii. W 2002 osiągnął największy sukces w karierze, wywalczył Puchar UEFA po finale z Borussią Dortmund, rok później grał w finale Pucharu Holandii. Z klubami francuskimi dwukrotnie sięgał po Puchar Francji, w 2005 z AJ Auxerre i 2006 z Paris Saint-Germain. Do tej pory zdobył w Ligue 1 23 bramki w 81 meczach. W sezonie 2008/2009 będzie reprezentował barwy holenderskiego SC Heerenveen. Zakończył karierę po sezonie 2009/2010. Wznowił karierę w sezonie 2011/2012 w amatorskim klubie Combs-la-Ville pochodzącym z Francji.

## Kariera reprezentacyjna
Bonaventure Kalou występował już w juniorskich reprezentacjach Wybrzeża Kości Słoniowej. W 1997 występował na Mistrzostwach Świata U-20. W 1998 zadebiutował w pierwszej drużynie seniorów. Największe sukcesy osiągnął już w XXI wieku. W 2005 awansował do Mistrzostw Świata. W 2006 zdobył z drużyną srebrny medal na Pucharze Narodów Afryki w Egipcie oraz zadebiutował na Mistrzostwach Świata w Niemczech, z których jego drużyna odpadła już po fazie grupowej. W drużynie narodowej rozegrał 52 mecze i zdobył 11 goli.
Brat Bonaventure, Salomon Kalou jest graczem Herthy Berlin.